# 수의약정
수의약정(illusory promise)란 실질적 구속력이 없는 약속 혹은 계약을 말한다. 계약내용이 이행자에게 이행을 하고 안할 수 있는 선택을 가능케 하여 이행이 법적구속력을 가지지 않는 경우가 포함된다. 예를 들어 갑이 을에게 위키백과에 자신이 원하는 만큼 기부를 하기로 계약을 하고 대가로 을은 갑에게 마우스를 제공한다면 이는 수의약정에 해당된다. 왜냐하면 "원하는 만큼"은 구체적이지 못하기 때문이다.

## 같이 보기
- 미국의 계약법

## 참고 문헌
- 영미법 - 개정판 이상윤 박영사, 2000. ISBN 89-10-45160-2